# Riu de Tavascan
El riu de Tavascan és un riu d'alta muntanya que neix de la confluència dels emissaris dels estanys de capçalera de la vall de Tavascan, situats entre els 2.000 i els 2.500 metres d'altitud. Els principals emissaris que formen el riu són el torrent de Mascarida, nascut a l'Estany de Mascarida, el torrent de Mascaró, originat al Pic de la Coma del Forn, el torrent de la Roia de Mollàs, procedent dels estanys de la Gallina, el riu d'Escobes que neix a l'estany de Mariola, el riu del Port que s'origina a l'estany del Port de Tavascan i el riu de Noarre originat a l'estany Blanc.
En el curs del torrent de la Roia de Mollàs, als 1.600 metres d'altura, es troba l'impressionant salt d'aigua de la Roia de Mollàs, també conegut com a Pixal de la Fumalera.
El riu de Tavascan desaigua al riu Noguera de Lladorre per la dreta, en el poble de Tavascan, a una altura de 1.105 metres, a la cua del pantà de Tavascan.
El curs del riu està situat íntegrament al terme municipal d'Lladorre, a la comarca del Pallars Sobirà, i es troba dintre del Parc Natural de l'Alt Pirineu. El pantà de Graus, situat a 1.351 metres d'altitud, deriva aigua del riu cap a la central hidroelèctrica de Tavascan.